# Pteroceras johorense
Pteroceras johorense är en orkidéart som först beskrevs av och senare fick sitt nu gällande namn av Richard Eric Holttum.
Pteroceras johorense ingår i släktet Pteroceras och familjen orkidéer. Inga underarter finns listade i Catalogue of Life.